# The Wall Live in Berlin
The Wall: Live in Berlin — концертное исполнение легендарной рок-оперы The Wall группы Pink Floyd, организованное её основным автором Роджером Уотерсом и состоявшееся 21 июля 1990 года на Потсдамской площади Берлина, которая долгое время была разделена Берлинской стеной. Концерт был заснят в виде телефильма, а также выпущен в сентябре 1990 года в виде концертного альбома.

## История концерта
В сентябре 1989 года 72-летний ветеран войны Леонард Чешир организовал Мемориальный фонд помощи жертвам катастроф, надеясь собрать 500 млн фунтов — по 5 фунтов на каждого погибшего в войнах XX века. Чешир связался с Роджером Уотерсом, и тот согласился на постановку рок-оперы The Wall, хотя ранее обещал не исполнять её, пока не будет разрушена Берлинская стена. Изначально постановка планировалась в Москве, на Красной площади, но события развивались настолько стремительно, что, спустя уже несколько недель стена в Берлине пала, и было решено устроить шоу именно там. Вместе с тем, Уотерс старался отметить один принципиальный момент:

Я ни в коем случае не ехал в Берлин, чтобы отпраздновать то, что я считаю победой капитализма над социализмом… Я отправляюсь туда, чтобы отметить победу личности.

Музыкант подразумевал фразу из песни, в которой безликие граждане тоталитарных режимов сопоставляются им с «ещё одним кирпичом в стене» (Another Brick in the Wall).

## Концерт
Концерт состоялся в присутствии 200-тысячной аудитории 21 июля 1990 года на Потсдамской площади, которая была ранее ничейной землей, разделявшей Восточный и Западный Берлин. В течение концерта на сцене возводилась «стена» шириной более 160 м и высотой около 25 м, которая в конце была разрушена до основания. В шоу приняли участие многие яркие исполнители и актёры:
| Композиция                                   | Участники и исполнители |
| -------------------------------------------- | --- |
| «In the Flesh?»                              | группа Scorpions |
| «The Thin Ice»                               | Уте Лемпер, Роджер Уотерс, Восточно-Германский симфонический оркестр и хор                                                                                         |
| «Another Brick in the Wall (Part 1)»         | Роджер Уотерс, Гарт Хадсон (саксофон) |
| «The Happiest Days of Our Lives»             | Роджер Уотерс |
| «Another Brick in the Wall (Part 2)»         | Синди Лопер, соло на гитарах Рик ДиФонцо и Сноуи Уайт, соло на синтезаторе Томас Долби                                                                             |
| «Mother»                                     | Шинейд О'Коннор, группы The Band (аккордеон и вокал) и The Hooters (акустические инструменты)                                                                      |
| «Goodbye Blue Sky»                           | Джони Митчелл, Восточно-Германский симфонический оркестр и хор, Джеймс Голуэй (флейта)                                                                             |
| «Empty Spaces»                               | Брайан Адамс, Роджер Уотерс, Восточно-Германский симфонический оркестр и хор                                                                                       |
| «What Shall We Do Now?»                      | Брайан Адамс, Роджер Уотерс, Восточно-Германский симфонический оркестр и хор                                                                                       |
| «Young Lust»                                 | Брайан Адамс, соло на гитарах Рик ДиФонцо и Сноуи Уайт |
| «Oh My God» (вступление к «One of My Turns») | Джерри Холл |
| «One of My Turns»                            | Роджер Уотерс |
| «Don’t Leave Me Now»                         | Роджер Уотерс |
| «Another Brick in the Wall (Part 3)»         | Роджер Уотерс, Восточно-Германский симфонический оркестр и хор |
| «The Last Few Brick»                         | Роджер Уотерс |
| «Goodbye Cruel World»                        | Роджер Уотерс |
| «Hey You»                                    | Пол Кэррак |
| «Is There Anybody Out There?»                | Восточно-Германский симфонический оркестр и хор, Рик ДиФонцо и Сноуи Уайт (классические гитары)                                                                    |
| «Nobody Home»                                | Роджер Уотерс, Восточно-Германский симфонический оркестр и хор, соло на гитаре Сноуи Уайт                                                                          |
| «Vera»                                       | Роджер Уотерс, Восточно-Германский симфонический оркестр и хор |
| «Bring the Boys Back Home»                   | Восточно-Германский симфонический оркестр и хор, оркестр штаба группы советских войск в Германии.                                                                  |
| «Comfortably Numb»                           | Роджер Уотерс, Ван Моррисон и группа The Band, Восточно-Германский симфонический оркестр и хор, соло на гитарах Рик ДиФонцо и Сноуи Уайт                           |
| «In the Flesh!»                              | Роджер Уотерс, группа Scorpions, Восточно-Германский симфонический оркестр и хор                                                                                   |
| «Run Like Hell»                              | Роджер Уотерс, группа Scorpions |
| «Waiting for the Worms»                      | Роджер Уотерс, группа Scorpions, Восточно-Германский симфонический оркестр и хор                                                                                   |
| «Stop»                                       | Роджер Уотерс |
| «The Trial»                                  | Тим Карри (обвинитель), Томас Долби (учитель), Уте Лемпер (жена), Марианна Фэйтфул (мать), Альберт Финни (судья)                                                   |
| «Outside the Wall»                           | Роджер Уотерс |
| «The Tide is Turning (After Live Aid)»       | все участники (основные вокалы Роджер Уотерс, Джони Митчелл, Синди Лопер, Брайан Адамс, Ван Моррисон, Пол Кэррак), Восточно-Германский симфонический оркестр и хор |

Основные партии на инструментах исполняла группа The Bleeding Heart Band в составе:
- Рик ДиФонцо — гитара
- Сноуи Уайт — гитара
- Энди Фэйруэтер-Лоу — гитара, бас-гитара, бэк-вокал
- Питер Вуд — клавишные, орган, синтезаторы
- Ник Гленни-Смит — клавишные, орган, синтезаторы
- Грэм Броуд — ударные, электронная перкуссия
- Стэн Фарбер, Джо Чимэй, Джим Хаас, Джон Джойс — бэк вокал